# Psychoda reevesi
Psychoda reevesi är en tvåvingeart som beskrevs av Quate 2000. Psychoda reevesi ingår i släktet Psychoda och familjen fjärilsmyggor. Inga underarter finns listade i Catalogue of Life.